# Cortland (Nebraska)
Cortland es una villa ubicada en el condado de Gage en el estado estadounidense de Nebraska. En el Censo de 2010 tenía una población de 482 habitantes y una densidad poblacional de 707,61 personas por km².

## Geografía
Cortland se encuentra ubicada en las coordenadas 40°30′21″N 96°42′22″O / 40.50583, -96.70611. Según la Oficina del Censo de los Estados Unidos, Cortland tiene una superficie total de 0.68 km², de la cual 0.68 km² corresponden a tierra firme y (0%) 0 km² es agua.

## Demografía
Según el censo de 2010, había 482 personas residiendo en Cortland. La densidad de población era de 707,61 hab./km². De los 482 habitantes, Cortland estaba compuesto por el 98.76% blancos, el 0% eran afroamericanos, el 0.62% eran amerindios, el 0.21% eran asiáticos, el 0% eran isleños del Pacífico, el 0% eran de otras razas y el 0.41% pertenecían a dos o más razas. Del total de la población el 0.21% eran hispanos o latinos de cualquier raza.